# Léogâne
Léogâne (en criollo haitiano Leyogàn) es una comuna de Haití que está situada en el distrito de Léogâne, del departamento de Oeste.

## Historia
Asentamiento indio del Cacicazgo de Jaragua, la reina Anacaona de dicho cacicazgo murió en esta comuna ejecutada por lo españoles. En 1555 el corsario francés François Jambe de bois Leclerc, lo destruyó. El 12 de enero de 2010 el 90 % de las viviendas de la comuna fueron destruidas por un terremoto.

## Secciones
Está formado por las secciones de:
- Dessources
- Petite Rivière
- Grande Rivière
- Fond de Boudin (que abarca el barrio de Trouin)
- Palmiste à Vin
- Orangers
- Parques
- Beauséjour
- Citronniers
- Fond d'Oie
- Gros Morne
- Cormiers
- Petit Harpon

## Demografía
| Gráfica de evolución demográfica de Léogane entre 2009 y 2015 |
|                                                               |

Los datos demográficos contemplados en este gráfico de la comuna de Léogâne son estimaciones que se han cogido de 2009 a 2015 de la página del Instituto Haitiano de Estadística e Informática (IHSI). 